# Салангана голонога
Саланга́на голонога (Aerodramus nuditarsus) — вид серпокрильцеподібних птахів родини серпокрильцевих (Apodidae). Ендемік Нової Гвінеї.

## Опис
Довжина птаха становить 14 см. Верхня частина тіла і боки темно-коричневі, нижня частина тіла світло-сіра. Над очима світлі "брови". Хвіст виїмчастий, з неглибоким вирізом. Лапи голі, блискучі.

## Поширення і екологія
Голоногі салангани мешкають в центральній, південній і південно-східних частинах Нової Гвінеї, переважно в горах Центрального хребта. Вони живуть переважно у вологих гірських тропічних лісах, на висоті від 1500 до 2300 м над рівнем моря. Живляться комахами, яких ловлять в польоті.